# Сезонні вологі ліси Коста-Рики
Сезонні вологі ліси Коста-Рики (ідентифікатор WWF: NT0119) — неотропічний екорегіон тропічних та субтропічних вологих широколистяних лісів, розташований на заході Центральної Америки.

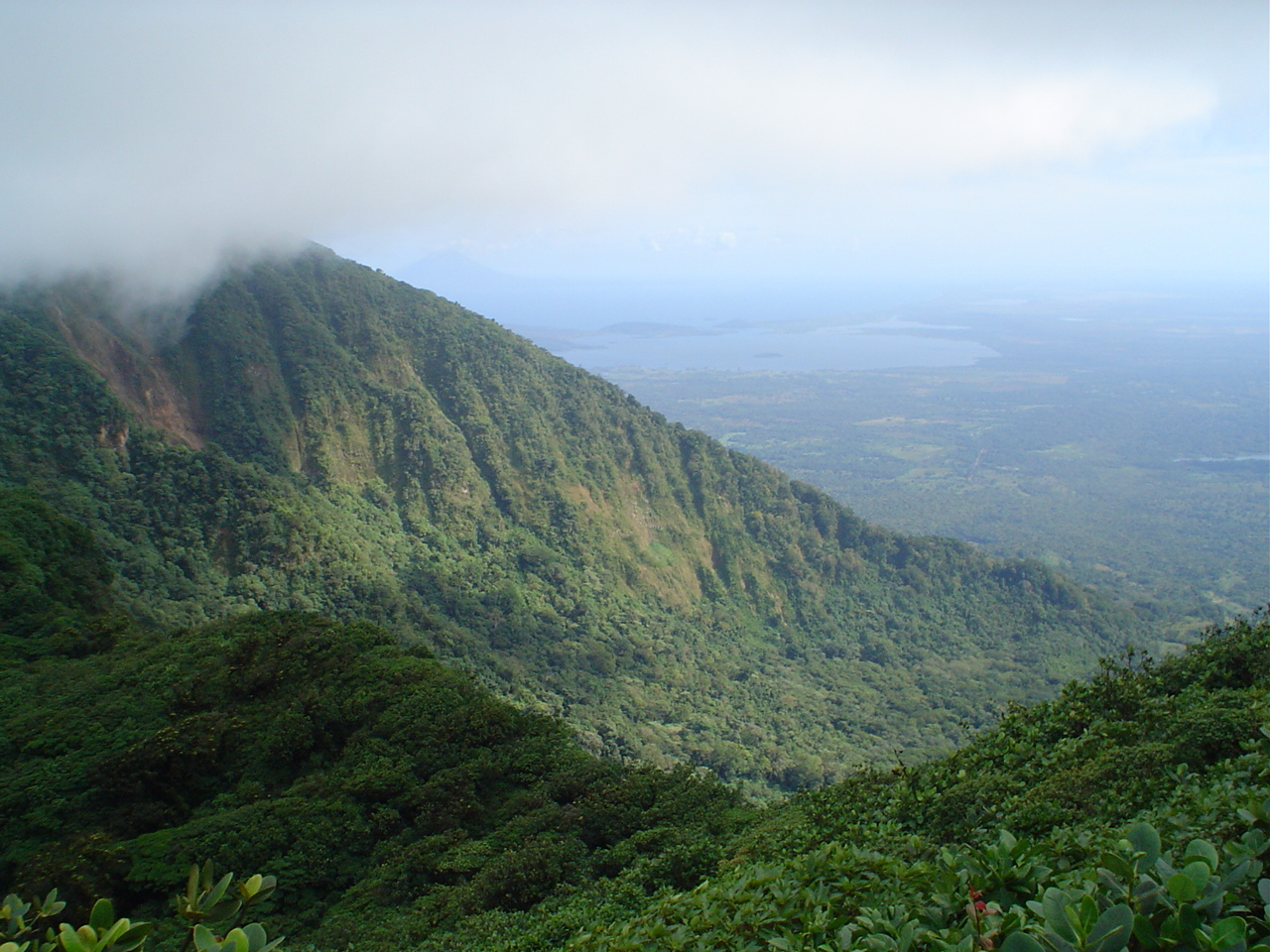
Ліс на схилах вулкану Момбачо (Нікарагуа)

## Географія
Екорегіон сезонних вологих лісів Коста-Рики охоплює західні схили та передгір'я гір Кордильєра-де-Гуанакасте та Кордильєра-Сентраль, звернені до Тихого океану. Ці гори простягаються від кордону з Нікарагуа на 110 км на південний схід через територію Коста-Рики. Вони утворилися внаслідок субдукції плити Кокос під Карибську плиту і є частиною Центральноамериканської вулканічної дуги, внаслідок чого їх найвищими вершинами є численні сплячі та активні стратовулкани. У міжгірській Центральній долині, яка лежить на південному сході екорегіону, розташоване Сан-Хосе, столиця та найбільше місто Коста-Рики, в агломерації якого проживає понад мільйон людей.
Окрім західних передгір'їв Кордильєр, екорегіон також охоплює кілька ізольованих ділянок, розташованих на південному заході Нікарагуа та на північному заході Коста-Рики. Зокрема, він включає кілька ділянок, що лежать на східному узбережжі озера Нікарагуа, найбільшого озера Центральної Америки, плато Месета-де-Лос-Пуеблос та вулкани Момбачо і Масая, розташовані на захід від цього озера, вулканічний острів Ометепе, який складається з вулканів Консепсьйон та Мадерас, що підіймаються над озером Нікарагуа та поєднуються вузьким перешийком, а також гористу південну частину півострова Нікоя, відділеного від решти Коста-Рики затокою Нікоя.
В горах Кордильєри-де-Гуанакасте та Центральної Кордильєри на сході ліси екорегіону переходять у гірські ліси Таламанки, а на низовинах, що простягаються уздовж тихоокеанського узбережжя, — у центральноамериканські сухі ліси. Сезонні вологі ліси Коста-Рики виступають перехідною зоною між вологими лісами, поширеними у високогір'ях, та сухими лісами, поширеними на низовинах.

## Клімат
На більшій частині екорегіону переважає мусонний клімат (Am за класифікацією кліматів Кеппена), який характеризується значною сезонною мінливістю завдяки дощовій тіні, яку утворюють гірські хребти на сході. Протягом приблизно п'яти місяців, зазвичай з листопада по березень, в регіоні майже ніколи не буває дощів. Протягом решти року випадає майже 90 % від середньорічної кількості опадів, яка становить приблизно 1500 мм.

## Флора і фауна
В межах екорегіону переважають напіввічнозелені тропічні ліси, більша частина дерев у яких скидає листя під час зимового сухого сезону. Вічнозелені ліси тут зустрічаються лише у прибережних районах. Флора екорегіону демонструє надзвичайно високе бета-різноманіття, тобто її видовий склад швидко змінюється на коротких відстанях уздовж екологічних градієнтів, у міру того, як низинні сухі ліси переходять у високогірні хмарні ліси.
Густота населення в екорегіоні, особливо у Центральній долині Коста-Рики, значно вища, ніж у прилеглих високогір'ях. Більша частина лісів екорегіону була перетворена на сільськогосподарські угіддя ще 70-100 років тому. Таким чином, за відсутності великих ділянок незайманих лісів, природа регіону є недостатньо дослідженою.
Найвизначнішою характеристикою сезонних вологих лісів екорегіону є їх тісний екологічний зв'язок із вологими гірськими лісами, поширеними у високогір'ях на сході. Багато комах та птахів здійснюють сезонні висотні міграції між вологими гірськими лісами та більш посушливими передгір'ями. Серед таких видів слід відзначити рідкісних довгохвостих квезалів (Pharomachrus mocinno) та рудих арапонг (Procnias tricarunculatus), які щорічно мігрують у напіввологі ліси екорегіону після завершення сезону розмноження. Ці птахи користаються затримкою циклу плодоношення, характерною для низки видів дерев з родини лаврових (Lauraceae), поширених в екорегіоні.
Серед інших птахів, поширених в лісах екорегіону, слід відзначити чубату пенелопу (Penelope purpurascens), білолобу горличку (Leptotila verreauxi), малого ані (Crotophaga sulcirostris), руду таязуру (Morococcyx erythropygus), біловусого колібрі-ангела (Heliomaster constantii), руду амазилію (Amazilia rutila), цакатла (Amazilia tzacatl), чорноволого трогона (Trogon melanocephalus), рудочеревого момота (Eumomota superciliosa), плямистоволого аракарі (Pteroglossus torquatus), білолобого амазона (Amazona albifrons), мексиканського аратингу (Eupsittula canicularis), буроплечого тіріку (Brotogeris jugularis), смугастого сорокуша (Thamnophilus doliatus), строкатоголового дереволаза (Lepidocolaptes souleyetii), тропічного тирана (Tyrannus melancholicus), смугастого тирана (Myiodynastes maculatus), велику пітангу (Pitangus sulphuratus), світлогорлого копетона (Myiarchus nuttingi), білогорлу сойку (Cyanocorax formosus), рудоспинного різжака (Campylorhynchus capistratus), садового поплітника (Cantorchilus modestus), коста-риканського поплітника (Thryophilus pleurostictus), іржастого поплітника (Thryophilus rufalbus), бронзового дрозда (Turdus grayi), вогнистоголового трупіала (Icterus pustulatus), плямистоволого трупіала (Icterus pectoralis) та широкобрового чінголо (Peucaea ruficauda). Майже ендемічними представниками екорегіону є білогорлі перепелиці (Colinus leucopogon), нікарагуанські амазилії-берили (Saucerottia hoffmanni), мангрові сплюшки (Megascops cooperi), нікарагуанські гіли (Melanerpes hoffmannii), золотошиї амазони (Amazona auropalliata), гватемальські аратинги (Psittacara strenuus), північні манакіни-червононоги (Chiroxiphia linearis) та коста-риканські чіапи (Melozone cabanisi).
Серед великих ссавців, поширених в екорегіоні, слід відзначити білохвостого оленя (Odocoileus virginianus), ошийникового пекарі (Dicotyles tajacu), центральноамериканського тапіра (Tapirus bairdii), центральноамериканську коату (Ateles geoffroyi) та колумбійського ревуна (Alouatta palliata), а також найбільших хижаків Центральної Америки — ягуарів (Panthera onca) та пум (Puma concolor). Серед інших ссавців, поширених у лісах регіону, слід відзначити панамського капуцина (Cebus imitator), оцелота (Leopardus pardalis), маргая (Leopardus wiedii), ягуарунді (Herpailurus yagouaroundi), койота (Canis latrans), сіру лисицю (Urocyon cinereoargenteus), білоносу носуху (Nasua narica), тайру (Eira barbara), довгохвостого скунса (Mephitis macroura), звичайного ракуна (Procyon lotor), центральноамериканського агуті (Dasyprocta punctata), пістряву вивірку (Sciurus variegatoides), південного опосума (Didelphis marsupialis), дев'ятипоясного броненосця (Dasypus novemcinctus), північного тамандуа (Tamandua mexicana) та ямайського плодоїда (Artibeus jamaicensis). Ендеміками екорегіону є нікарагуанські врожайниці (Reithrodontomys paradoxus), а майже ендемічними його представниками — колючі торбомиші Селвіна (Heteromys salvini) та жовті кажани Бікхема (Rhogeessa bickhami).

## Збереження
За останнє століття більша частина лісів екорегіону була знищена та перетворена на сільськогосподарські угіддя. На низьких висотах екорегіону наразі переважають пасовища, а на більших висотах — кавові плантації та кукурудзяні поля. Невеликі фрагментовані залишки природної рослинності займають лише близько 10 % території регіону. Густота населення в регіоні є дуже високою: тут живе більша частина населення Коста-Рики та значна частина населення Нікарагуа.
Оцінка 2017 року показала, що 1181 км², або 11 % екорегіону, є заповідними територіями. Природоохоронні території включають: Національний парк Гуанакасте, Національний парк Санта-Роза, Національний парк Карара, Національний парк Рінкон-де-ла-В'єха, Національний парк вулкану Поас, Національний парк вулкану Ірасу, Лісовий заповідник Лос-Сантос та Лісовий заповідник Центральної Вулканічної Кордильєри в Коста-Риці, а також Національний парк вулкану Масая, Природний заповідник вулкану Консепсьйон та Природний заповідник вулкану Мадерас в Нікарагуа